# ブル〜ウォール街への挑戦〜
ブル〜ウォール街への挑戦〜（Bull）は、2000年8月15日から2001年1月31日までTNTで放送されたアメリカ合衆国のテレビドラマ。日本では2004年11月3日から2005年4月13日までTBSテレビの水曜ドラマシアターで放送され、朝日放送や地方局でも放送された。CS放送では、2005年8月12日から2006年1月18日までスーパーチャンネル（現：スーパー!ドラマTV）で放送された。

## キャラクター
マリッサ・ルッフォ
演 - アリシア・コッポラ、日本語吹替 - 沢海陽子
マーティ・デッカー
演 - イアン・カーン、日本語吹替 - 中田和宏
ロバート・ロバーツ
演 - ドナルド・モファット、日本語吹替 - 中博史
ロバート・ロバーツ二世
演 - ライアン・オニール、日本語吹替 - 不明
ロバート・ロバーツ三世
演 - ジョージ・ニューバーン、日本語吹替 - 佐久間修
アリソン・ジェファーズ
演 - エリザベス・ロウ、日本語吹替 - 斎藤恵理
カーソン・ボイド
演 - クリストファー・ウィール、日本語吹替 - 成田剣
コーリー・グランヴィール
演 - マリク・ヨバ、日本語吹替 - 相沢正輝
ハンター・ラスキー
演 - スタンリー・トゥッチ、日本語吹替 - 青山穣
ジョーイ・ルティリアーノ
演 - フレデリック・ケイラー、日本語吹替 - 不明
マデリン・ロバーツ
演 - ニーナ・フォッシュ、日本語吹替 - 不明

## エピソード
日本放送日についてはTBSのものを記載。アメリカでは第13話以降が未放送となっているが、日本ではそのまま放送された。
| 話数 | サブタイトル             | 原題                         | 米国放送日     | 日本放送日     |
| ---- | ------------------------ | ---------------------------- | -------------- | -------------- |
| 1    | 反逆児たち               | In The Couse of Human Events | 2000年8月15日  | 2004年11月3日  |
| 2    | 誘惑の取引               | One Night In Bangkok         | 2000年8月22日  | 2004年11月10日 |
| 3    | 脅しの手口               | How Green is Your Mail?      | 2000年8月29日  | 2004年11月17日 |
| 4    | 誇り高き友               | In The Black                 | 2000年9月5日   | 2004年11月24日 |
| 5    | 泥沼の闘い               | It's Not Personal            | 2000年9月12日  | 2004年12月1日  |
| 6    | 虚実                     | Who's Afraid of Chairman AL  | 2000年9月19日  | 2004年12月8日  |
| 7    | 運命の金曜日             | Final Hour                   | 2000年9月26日  | 2004年12月15日 |
| 8    | 再会                     | Sins of The Father           | 2000年10月3日  | 2004年12月22日 |
| 9    | 若き起業家               | The Quick Hit                | 2000年10月10日 | 2005年1月12日  |
| 10   | 悪夢の月曜日             | Monday, Bloody Monday        | 2000年10月17日 | 2005年1月19日  |
| 11   | 暗黙の了解               | A Wink And a Nod             | 2000年10月24日 | 2005年1月26日  |
| 12   | ナイチンゲールに寄せる歌 | Ode To a Nightingale         | 2001年1月31日  | 2005年2月2日   |
| 13   | 過去からの復讐者         | What The Past Will Bring     | 未放送         | 2005年2月9日   |
| 14   | スターの光と影           | Blood, Flopsweat And Tears   | 未放送         | 2005年2月16日  |
| 15   | 勝つための代償           | He Stoops to Conquer         | 未放送         | 2005年2月23日  |
| 16   | 嘘の裏の誠意             | Appearance of Impropriety    | 未放送         | 2005年3月2日   |
| 17   | 父親と息子               | The Visit                    | 未放送         | 2005年3月2日   |
| 18   | 過去との決別             | The White Knight             | 未放送         | 2005年3月16日  |
| 19   | 恋の骨折り損             | Love's Labors Lost           | 未放送         | 2005年3月23日  |
| 20   | ゲームの行方             | Amen                         | 未放送         | 2005年3月30日  |
| 21   | 永遠に二人で             | To Have And To Hold          | 未放送         | 2005年4月6日   |
| 22   | 美しき嘘                 | A Beautiful lie              | 未放送         | 2005年4月13日  |

## スタッフ
英語版
- 製作総指揮 - ケン・ホートン、マイケル・S・チャヌーチン、エリック・ラヌーヴィル
- 製作 - ヌーチ・カンパニー、ワーナー・ブラザース・テレビジョン
- 監督 - スティーブン・サージク
- 音楽 - マーク・スノー

日本語版
- 翻訳 - 不明
- 演出 - 久保宗一郎[24]）
- 制作 - 東北新社